# غار قلاژیان ۱
غار قلاژیان ۱ مربوط به دوران پارینه‌سنگی جدید است و در شهرستان کوهدشت، بخش طرهان، دهستان طرهان، روستای زوله واقع شده و این اثر در تاریخ ۲۸ اسفند ۱۳۸۵ با شمارهٔ ثبت ۱۸۴۸۸ به‌عنوان یکی از آثار ملی ایران به ثبت رسیده است.